# Patellapis spinulosa
Patellapis spinulosa är en biart som först beskrevs av Cockerell 1941.  Patellapis spinulosa ingår i släktet Patellapis och familjen vägbin. Inga underarter finns listade i Catalogue of Life.